# Michał Klepfisz

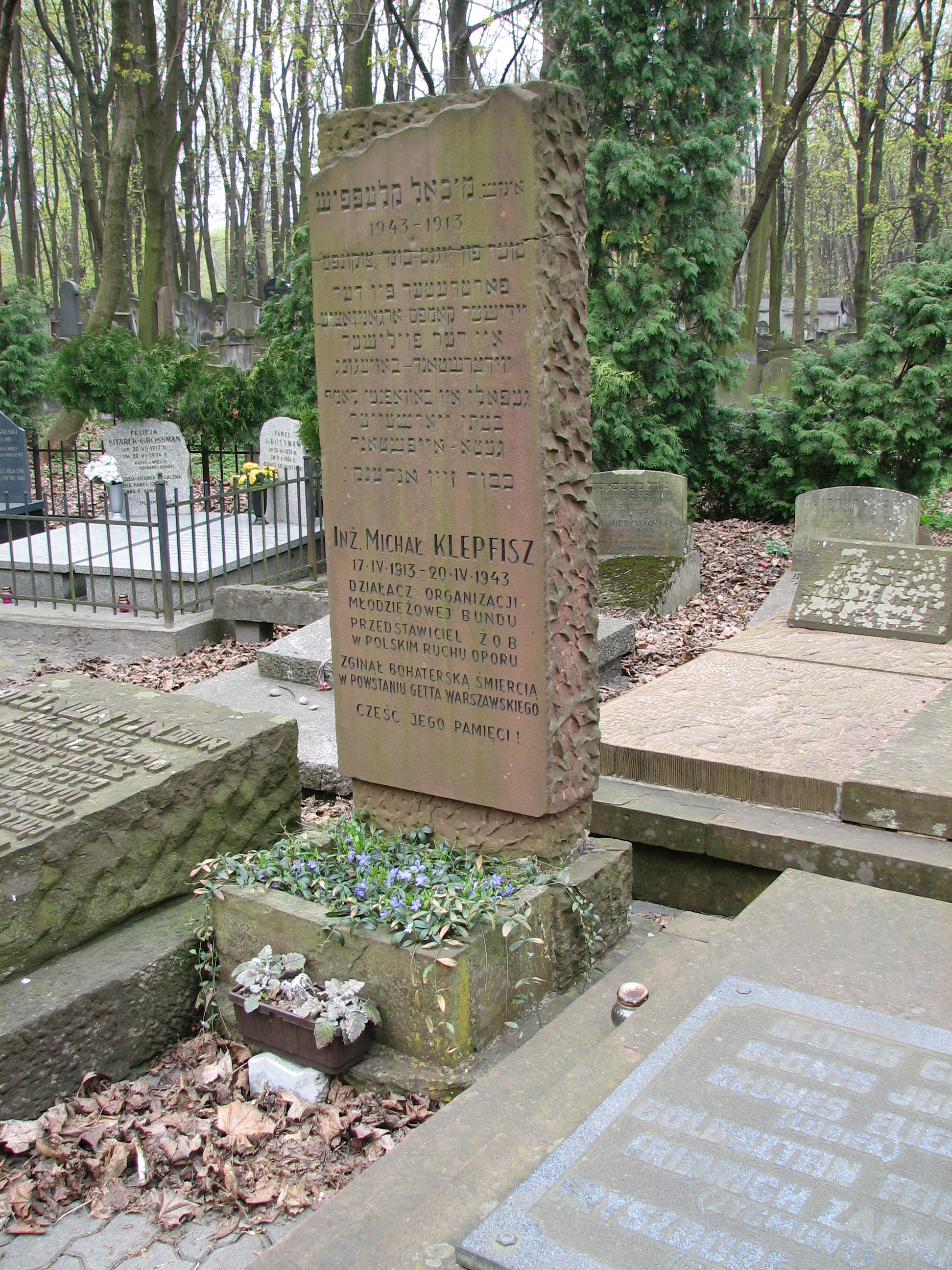
Symboliczny grób Michała Klepfisza na cmentarzu żydowskim przy ulicy Okopowej w Warszawie

Michał Klepfisz (jid. ‏מיכאל קלעפפיש‎; ur. 17 kwietnia 1913, zm. 20 kwietnia 1943 w Warszawie) – inżynier chemik, działacz Bundu i sportowej organizacji żydowskiej „Jutrznia”, członek Żydowskiej Organizacji Bojowej, uczestnik powstania w getcie warszawskim.

## Życiorys
Urodził się w rodzinie nauczycielskiej. Przed wybuchem II wojny światowej studiował na Politechnice Warszawskiej, gdzie uzyskał absolutorium. W czasie powstania w getcie warszawskim kierował produkcją materiałów wybuchowych. Za jego pośrednictwem Armia Krajowa przekazywała broń dla getta. Zginął w drugim dniu powstania na terenie tzw. szopu szczotkarzy, zasłaniając własnym ciałem karabin maszynowy i tym samym ratując swoich współtowarzyszy.
Jego symboliczny grób znajduje się w alei głównej cmentarza żydowskiego przy ulicy Okopowej w Warszawie (kwatera 12, rząd 4).
Został pośmiertnie odznaczony przez wodza naczelnego gen. Kazimierza Sosnkowskiego Krzyżem Srebrnym Orderu Virtuti Militari nr 9622.

## Życie prywatne
Żonaty z Rosą, z którą miał córkę Irenę. Obie przeżyły wojnę. Rosa Perczykow-Klepfisz zmarła 23 marca 2016 w wieku 101 lat.

## Upamiętnienie
Został upamiętniony na jednym z kamiennych bloków warszawskiego Traktu Pamięci Męczeństwa i Walki Żydów znajdującym się przy ulicy Zamenhofa.

## Galeria

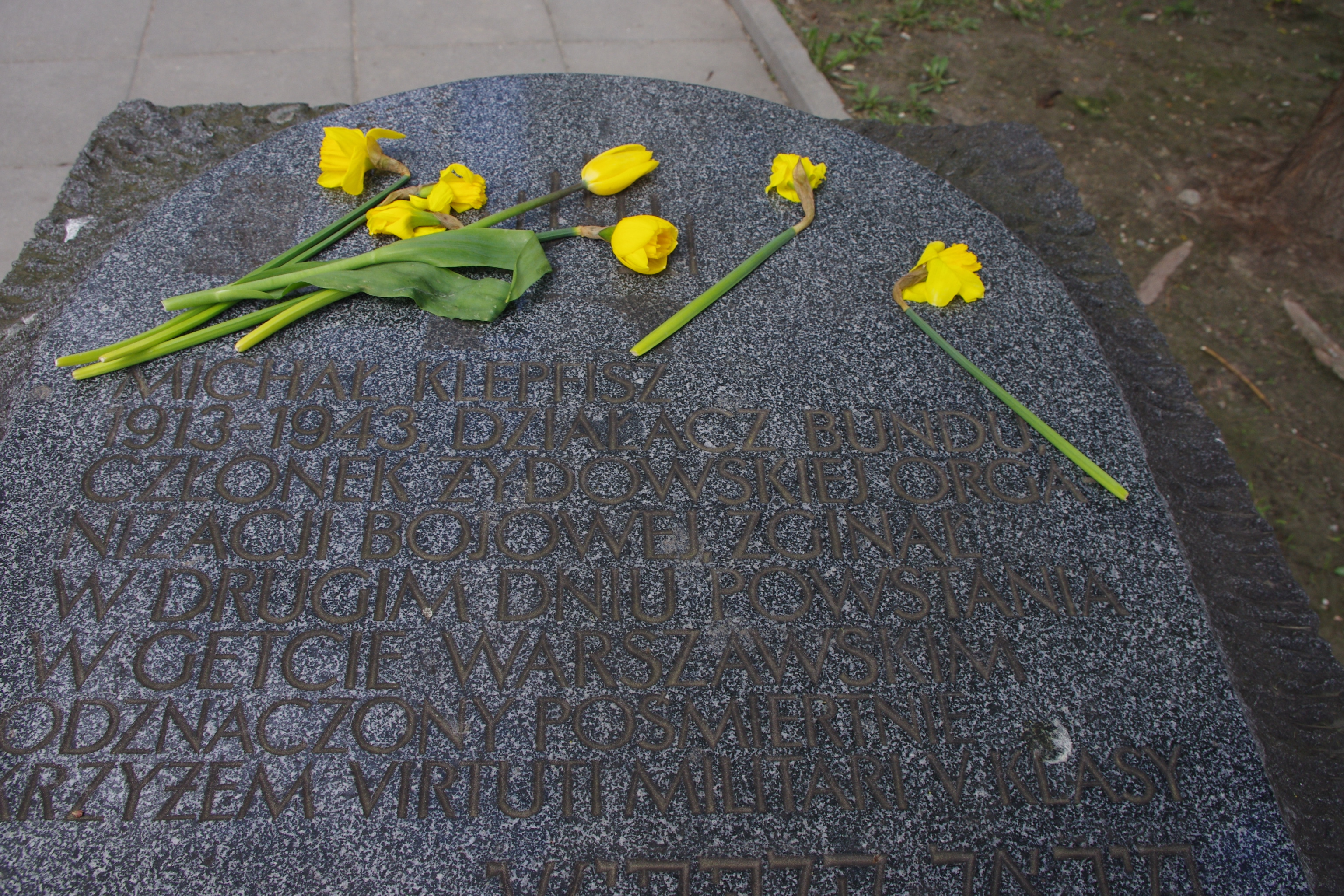
Napis na kamiennym bloku Traktu Pamięci Męczeństwa i Walki Żydów upamiętniającym Michała Klepfisza przy ul. Zamenhofa w Warszawie
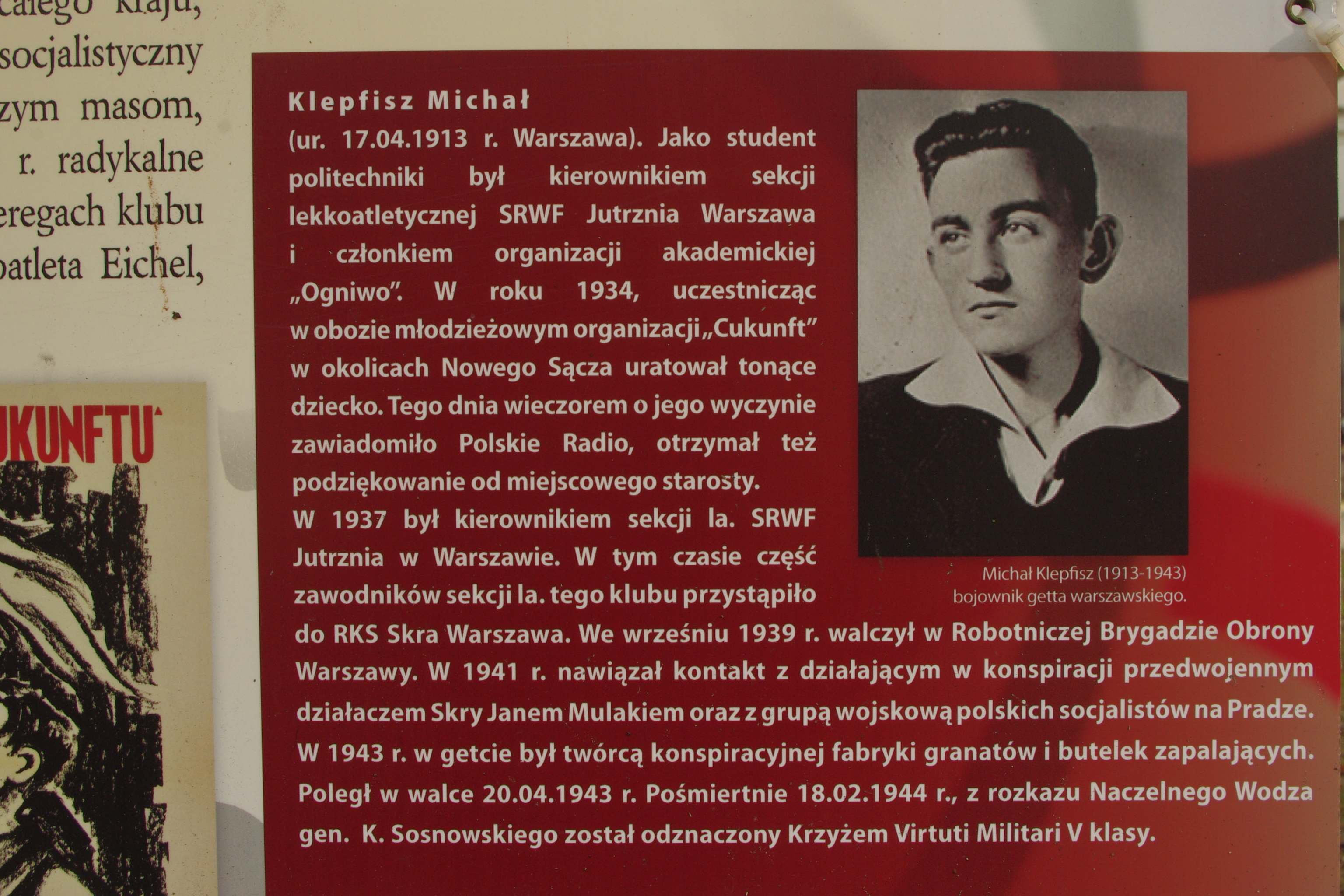
Fragment wystawy plenerowej „Sport Żydowski w przedwojennej Warszawie” prezentowanej na przełomie 2012/2013 przy ul. Twardej 6 w Warszawie.
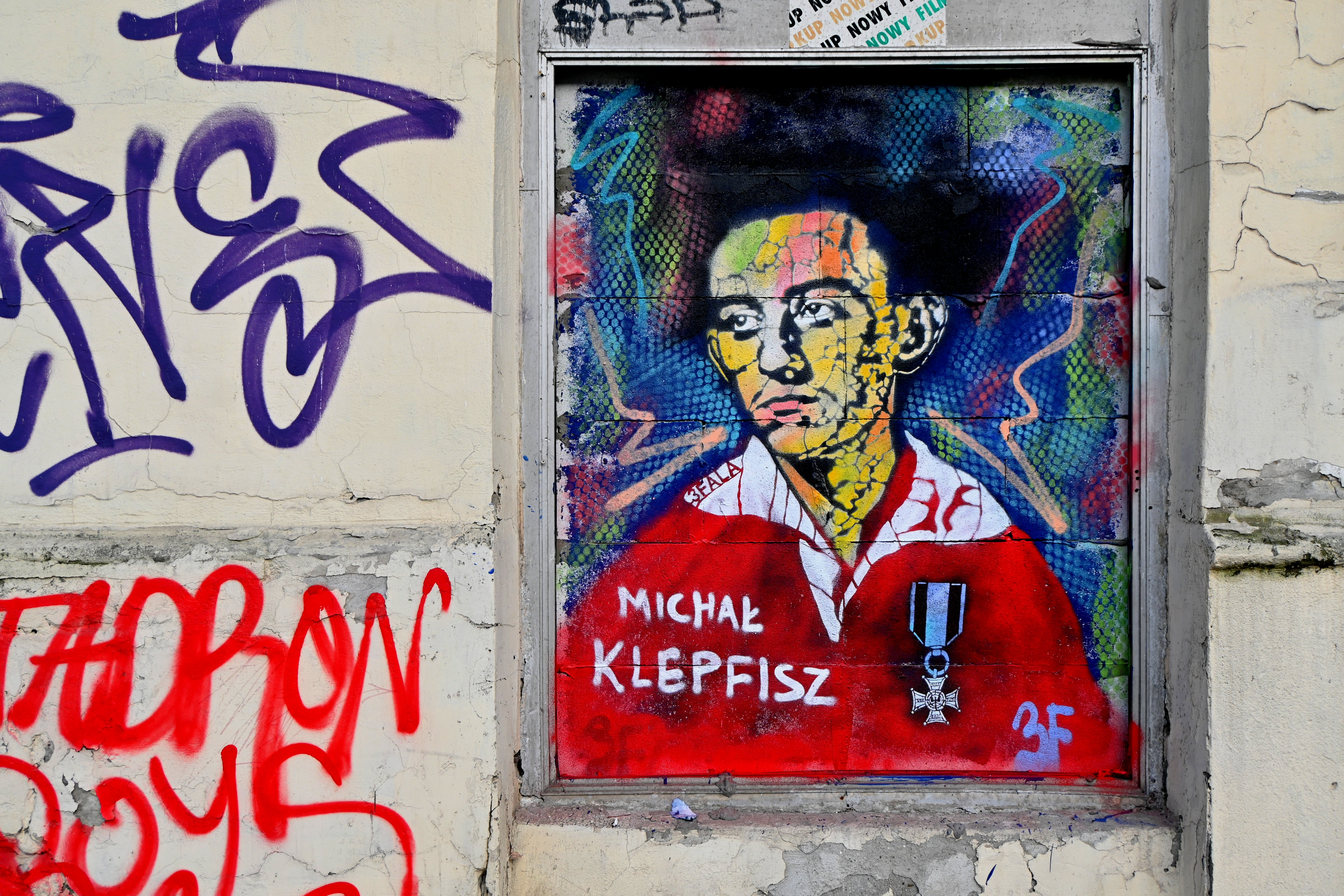
Szablon autorstwa 3fali przedstawiający Michała Klepfisza i wykonany na warszawskiej Woli.